# Parc national de Tazekka
Le parc national de Tazekka est situé dans la partie la plus septentrionale du Moyen Atlas, à proximité de la ville de Taza (21 km), il a été créé par l'arrêté Viziriel du 11 juillet 1950 et s'étend sur 680 hectares. L'objectif de sa création s'inscrit dans le cadre forestier et environnemental afin d'assurer la protection de toutes les ressources naturelles du sommet du Jbel Tazekka (culminant à 1 980 mètres). Ce massif constitue un véritable Château d'eau alimentant le système hydrologique de la région de Taza.

## Description
Le parc s'insère dans un remarquable circuit touristique d'une longueur totale de 76 km (route secondaire n° 311), qui commence à partir de la ville de Taza, passant à proximité d'une série de curiosités naturelles (cascades, grottes, grandes étendues boisées, etc.). En 1994, des cerfs de l'Atlas ou cerf de Barbarie (Cervus elaphus barbarus) ont été réintroduits. Le site de Tazekka représente un habitat de prédilection pour cet animal par ces conditions favorables. En effet, le biotope spécifique du cerf de Berbèrie est le maquis et les forêts de chêne-liège, de chêne zéen (Quercus canariensis) et de chêne vert avec leurs associations phyto-écologiques.
On peut y observer des paysages variés et caractéristiques du massif de Tazekka. 
Le sommet du Jbel Tazekka, par sa cédraie naturelle qui l'entoure, offre un point de vue remarquable sur toute la région environnante : montagne du Moyen-Atlas, humide et boisée. Les précipitations sont comprises entre 400 et 1 800 mm par an.

## Biodiversité

### Faune
Les mammifères sont représentés par le sanglier (Sus scrofa barbarus), occupant tous les massifs boisés du parc, le Porc-épic à crête (Hystrix cristata), la Loutre d'Europe (Lutra lutra), la Genette commune (Genetta genetta), le Lièvre du Cap (Lepus capensis), le Lapin européen (Oryctolagus cuniculus), le Hérisson d'Algérie (Atelerix algirus), le Grand rhinolophe (Rhinolophus ferrumequinum) et le Petit rhinolophe (Rhinolophus hipposideros), ainsi que l'Écureuil de Barbarie (Atlantoxerus getulus), le Chacal doré (Canis aureus), le Renard roux (Vulpes Vulpes) et la chauve-souris. 

L'animal le plus emblématique du parc est le Cerf de l'Atlas (Cervus elaphus barbarus). Il peut atteindre jusqu'à 200 kg. Il avait disparu de la région il y a plus de 200 ans mais il a été réintroduit dans le parc en 1994. Désormais, il est l'objet de toutes les attentions et bénéficie d'un enclos de 500 hectares.
L'avifaune est riche de nombreux rapaces : vautour, circaète Jean-le-Blanc, aigle de Bonelli, faucon pèlerin et chouette chevêche.

### Flore

#### Chêne vert
Le Chêne vert ou Yeuse (Quercus ilex) est une espèce d'arbres à feuillage persistant de la famille des Fagacées présent sous forme de bois clairs et garrigues. Il est parfois appelé Chêne faux houx par allusion à ses feuilles qui ressemblent à celles du houx, d’une hauteur de 5-7m mais parfois dépasse cette hauteur selon le climat.

#### Chêne zéen
Le Chêne zéen ou Chêne des Canaries (Quercus canariensis) est un chêne de la section Mesobalanus, originaire du Sud du Portugal, de l'Espagne, de la Tunisie, d'Algérie et du Maroc. Il n'est pas (ou n'est plus) actuellement présent dans les îles Canaries. Le chêne zéne caractérise la forêt par sa couleur vert clair.

### Description
C'est un arbre de taille moyenne à feuilles caduques à semi-persistantes atteignant 20 à 30 m de hauteur avec un tronc supérieur à 1,5 m de diamètre.
Les feuilles mesurent 10 à 15 cm en longueur et 6 à 8 cm en largeur, avec 6 à 12 paires de lobes peu profonds, avec une couleur vert claire, les fleurs sont des chatons.

#### Le chêne liège
Le chêne-liège (Quercus suber L.), est un arbre de la famille des Fagacées (anciennement Cupulifères), d’une hauteur moyenne de 7-10 m à feuilles persistantes ; la face supérieure des feuilles a une couleur vert foncé et la face inférieure a une couleur grisâtre. Il est exploité pour son écorce qui fournit le liège.
Le chêne liège s’étend largement sur la partie  gauche de la route jusqu'à Bab Azhar, alors que la partie droite est caractérisée par la présence de pins.  
Le sommet de Jbel Tazekka est occupé par la futaie de Cèdres de l’Atlas (cedrus Atlantica) qui coiffe le sommet du massif du Tazekka à 1980 m d’altitude ; elle témoigne de l’ancienne extension des cédraies marocaines, soit celles du Rif.

#### Le cèdre
Le cèdre, comme la plupart des conifères est un arbre d’une hauteur moyenne de 12 m.
Sempervirent dont les feuilles réduites en aiguilles sont persistantes, elles durent 3 a 4 ans. Les aiguilles sont bleutées (vert glauque).
Les rameaux courts, les aiguilles groupées en rosettes forment des touffes ; elles sont rigides et pointues, longues de 20 a 30 mm. Le fruit est un cône, d'une longueur variant de 5 à 12 cm, d’abord vert ou violacé puis brun, plus ou moins luisant.
Le cèdre est une espèce de grande longévité qui vit plusieurs siècles, en moyenne de 1 500 ans.

## Galerie de photos

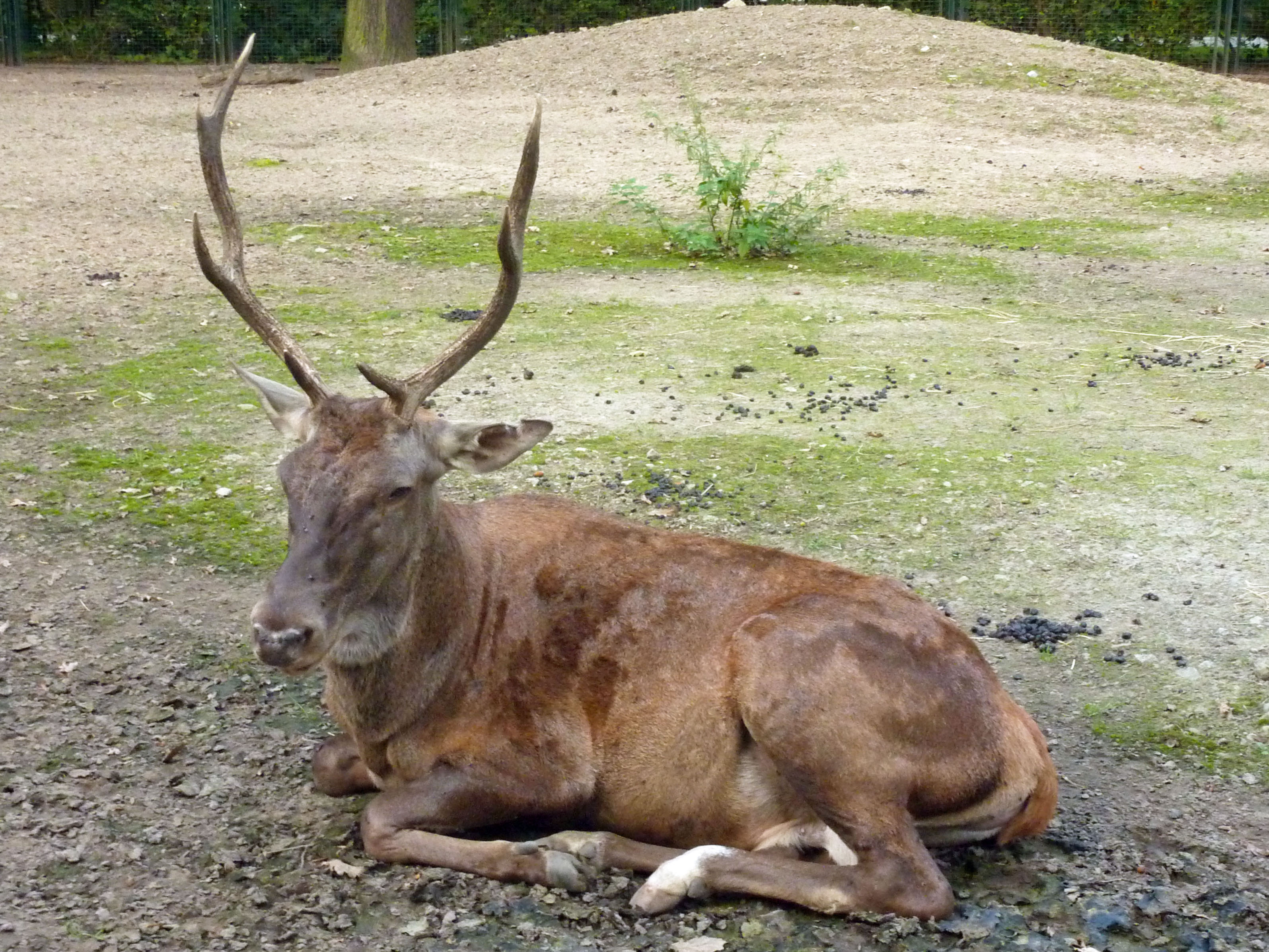
Cervus elaphus barbarus.